# 美丽南星
美丽南星（学名：Arisaema speciosum）为天南星科天南星属下的一个种。

## 扩展阅读
- 維基物種上的相關：美丽南星